# 梅马克
梅马克（法語：Meymac，法語發音：[memak]），法国中南部城市，新阿基坦大区科雷兹省的一个市镇，隶属于于塞勒区，其市镇面积为87.15平方公里，2022年1月1日时人口数量为2,326人，在法国城市中排名第4,717位。
梅马克位于科雷兹省东北部，米勒瓦什高原南侧，吕泽日河发源于此，是一个区域性的中心城市，勒帕莱－埃居朗德-梅尔利讷铁路和蒂勒－梅马克铁路在此交汇。

## 地名来源
梅马克一名可能出自人名“Maximus”或“Mammacus”，其生平尚有待进一步考证。
梅马克所处区域历史上曾利穆赞方言，“Meymac”在当地的奥克语入城路牌中被标记为“Maimac”，在奥克语维基百科及Openstreetmap中则被标记为“Maismac”。

## 历史

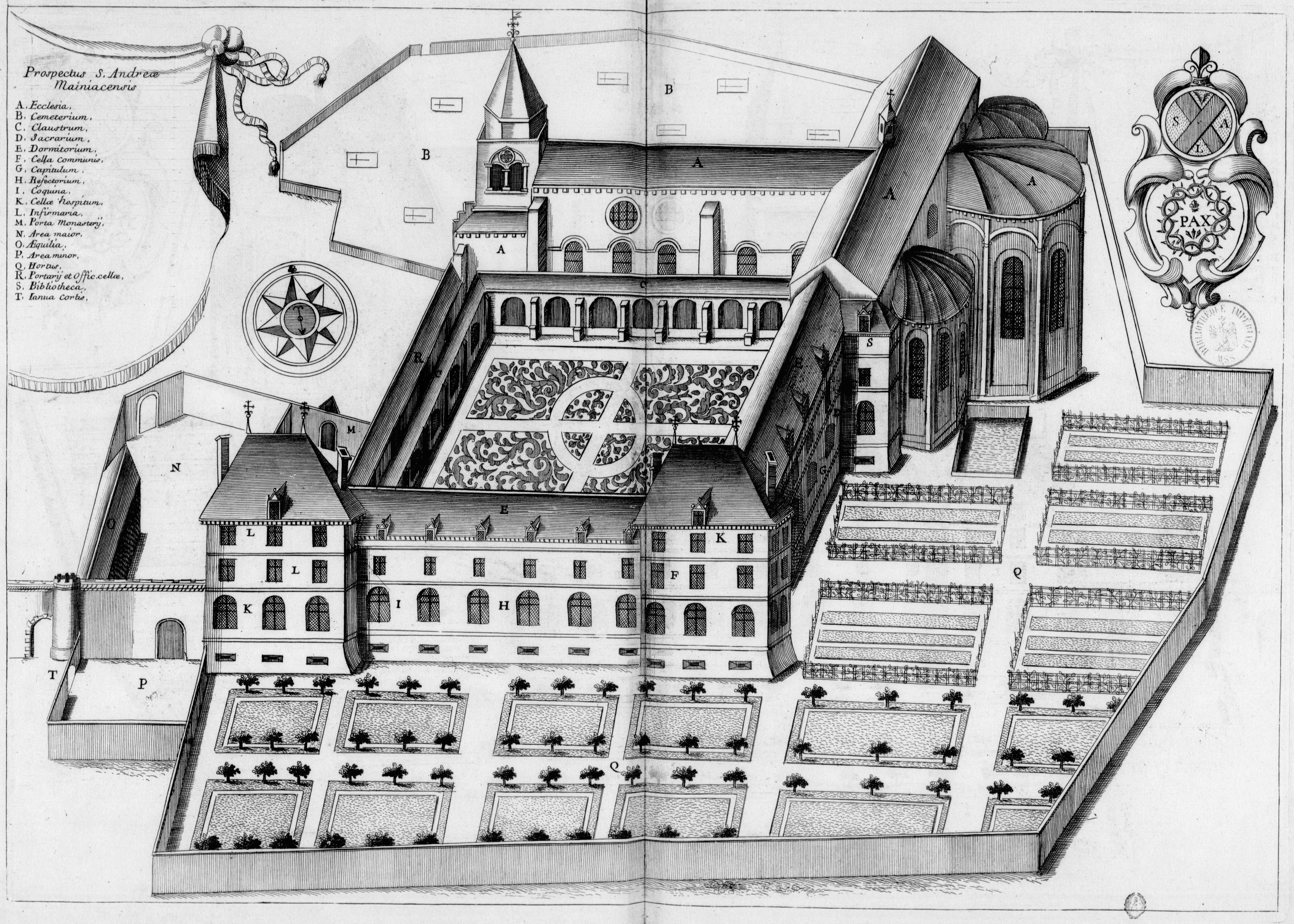
17世纪时绘制的圣安德烈修道院规划图

梅马克的早期历史尚不清楚。公元1085年，梅马克境内兴建了圣安德烈修道院。1669年，该修道院被扩建成为本笃会的一个讲堂。法国大革命后，梅马克成为科雷兹省的一个市镇。工业革命期间，梅马克境内发现煤炭资源并得到部分开采。与此同时，途径梅马克的勒帕莱－埃居朗德-梅尔利讷铁路和蒂勒－梅马克铁路相继建成通车，梅马克站成为一个区域性的铁路枢纽。1866年，来自梅马克的让·盖-博尔达（Jean Gaye-Bordas）建立了波尔多与比利时之间的葡萄酒商贸航路，这一商路被称为“波尔多附近梅马克”。
在地方文化研究方面，梅马克居民马塞尔·帕里诺（Marcel Parinaud）于2009年创建了“波尔多附近梅马克好友联盟”（Les Amis de Meymac-Près-Bordeaux），他亦被梅马克市镇政府邀请为地方史主编。

## 地理

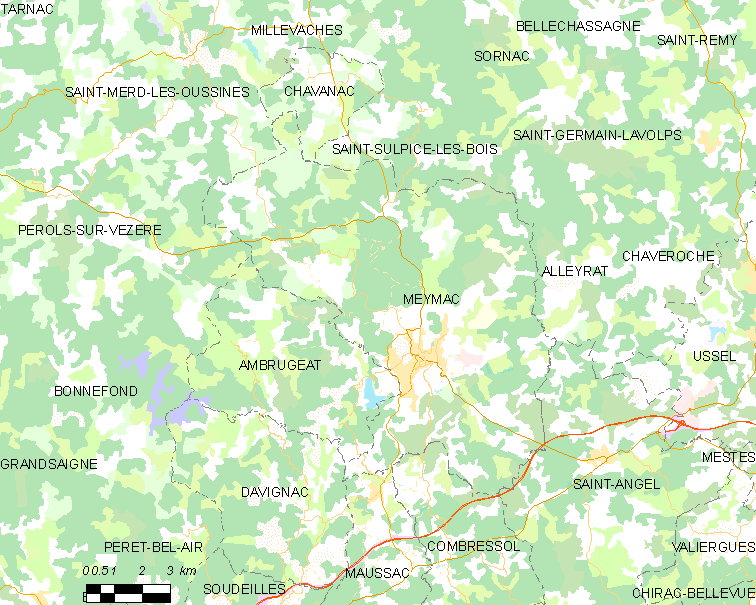
梅马克市镇范围地图

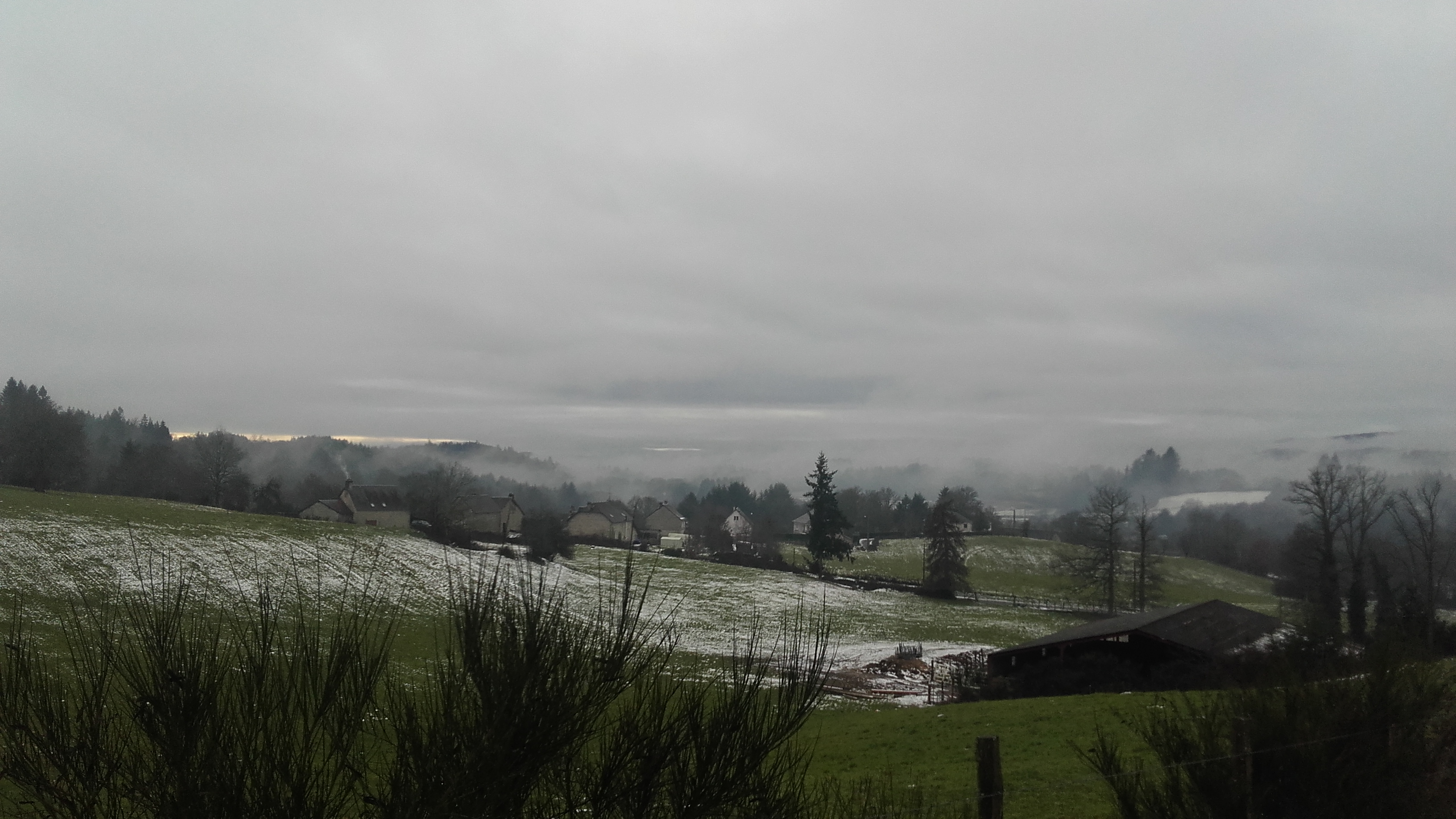
冬季的梅马克

梅马克位于法国中南部，新阿基坦大区东北部和科雷兹省东北部，距离省会蒂勒大约50公里。与梅马克接壤的市镇包括：沙瓦纳克、圣梅尔莱苏西讷、圣叙尔皮斯莱布瓦、圣日耳曼拉沃、韦泽尔河畔佩罗勒、昂布吕雅、达维尼亚克、阿莱拉、孔布勒索勒、莫萨克和圣昂热勒。

### 地形
梅马克位于米勒瓦什高原南部，境内以丘陵为主，市镇中心地势整体自东南向西北抬升，部分区域起伏明显，全境海拔在593到976米之间。

### 水文
梅马克位于加龙河流域范围内，吕泽日河发源于梅马克境内，自北向南流经镇中心；此外梅马克境内还有多处池沼分布。

### 植被
梅马克属于温带阔叶混交林区，林地散落分布于市镇范围内的多个区域。
在鲜花城市的评比中，梅马克被评为2星级鲜花城市。

### 气候
梅马克在柯本气候分类法中属于带有大陆性及山地特征的温带海洋性气候。
梅马克境内设有气象站，以下为该气象站的数据（其中日照数据取自布里夫拉盖亚尔德）：
| 梅马克1981年－2019年 | 梅马克1981年－2019年 | 梅马克1981年－2019年 | 梅马克1981年－2019年 | 梅马克1981年－2019年 | 梅马克1981年－2019年 | 梅马克1981年－2019年 | 梅马克1981年－2019年 | 梅马克1981年－2019年 | 梅马克1981年－2019年 | 梅马克1981年－2019年 | 梅马克1981年－2019年 | 梅马克1981年－2019年 | 梅马克1981年－2019年 |
| 月份                 | 1月                  | 2月                  | 3月                  | 4月                  | 5月                  | 6月                  | 7月                  | 8月                  | 9月                  | 10月                 | 11月                 | 12月                 | 全年                 |
| -------------------- | -------------------- | -------------------- | -------------------- | -------------------- | -------------------- | -------------------- | -------------------- | -------------------- | -------------------- | -------------------- | -------------------- | -------------------- | -------------------- |
| 历史最高温 °C（°F）  | 19 (66)              | 21.8 (71.2)          | 25.8 (78.4)          | 29 (84)              | 31 (88)              | 36 (97)              | 36.5 (97.7)          | 36.6 (97.9)          | 32 (90)              | 28.2 (82.8)          | 22.8 (73.0)          | 21.2 (70.2)          | 36.6 (97.9)          |
| 平均高温 °C（°F）    | 6 (43)               | 7.2 (45.0)           | 10.5 (50.9)          | 13.3 (55.9)          | 17.7 (63.9)          | 21.2 (70.2)          | 24.1 (75.4)          | 23.5 (74.3)          | 19.7 (67.5)          | 15 (59)              | 9.3 (48.7)           | 6.6 (43.9)           | 14.5 (58.1)          |
| 日均气温 °C（°F）    | 2.3 (36.1)           | 2.9 (37.2)           | 5.6 (42.1)           | 8 (46)               | 12.1 (53.8)          | 15.4 (59.7)          | 17.8 (64.0)          | 17.2 (63.0)          | 13.9 (57.0)          | 10.3 (50.5)          | 5.4 (41.7)           | 3 (37)               | 9.5 (49.1)           |
| 平均低温 °C（°F）    | −1.4 (29.5)          | −1.4 (29.5)          | 0.7 (33.3)           | 2.8 (37.0)           | 6.5 (43.7)           | 9.6 (49.3)           | 11.5 (52.7)          | 10.9 (51.6)          | 8 (46)               | 5.6 (42.1)           | 1.6 (34.9)           | −0.5 (31.1)          | 4.5 (40.1)           |
| 历史最低温 °C（°F）  | −24 (−11)            | −18 (0)              | −17.8 (0.0)          | −7 (19)              | −4.5 (23.9)          | 0 (32)               | 1 (34)               | 0 (32)               | −2 (28)              | −6.6 (20.1)          | −12.6 (9.3)          | −15.2 (4.6)          | −24 (−11)            |
| 平均降水量 mm（）    | 121.6 (4.79)         | 99.3 (3.91)          | 97.5 (3.84)          | 112.5 (4.43)         | 103.5 (4.07)         | 89.4 (3.52)          | 81.8 (3.22)          | 78.4 (3.09)          | 106.7 (4.20)         | 119.8 (4.72)         | 123.9 (4.88)         | 133.6 (5.26)         | 1,268 (49.9)         |
| 月均日照時數         | 91.1                 | 113.3                | 169.6                | 177.5                | 215.1                | 241.1                | 256.3                | 241.3                | 200.3                | 137.4                | 85.2                 | 79.5                 | 2,007.7              |
| 来源：infoclimat.fr  |                      |                      |                      |                      |                      |                      |                      |                      |                      |                      |                      |                      |                      |

## 行政区划
梅马克的市镇编号为19136，邮政编号为19250。
在行政管理方面，梅马克隶属于法国新阿基坦大区科雷兹省于塞勒区；在地方选举方面，梅马克是米勒瓦什高原县的中央投票站所在地，其市镇范围全境被划入科雷兹省第一选区；在社会管理方面，梅马克是上科雷兹市镇公共社区的组成部分。
截至2023年4月，梅马克市镇范围内暂无任何城市敏感街区及城市政策优先街区。
法国国家统计与经济研究所（简称）在进行数据统计时，未将梅马克划入任何城市核心区（Unité urbaine）及城市区（Aire urbaine）。自2020年起，梅马克被划入包含38个市镇的于塞勒城市辐射区。此外，还将梅马克市镇整体看作一个“块区”（IRIS），以便于统计人口分布情况。

## 交通

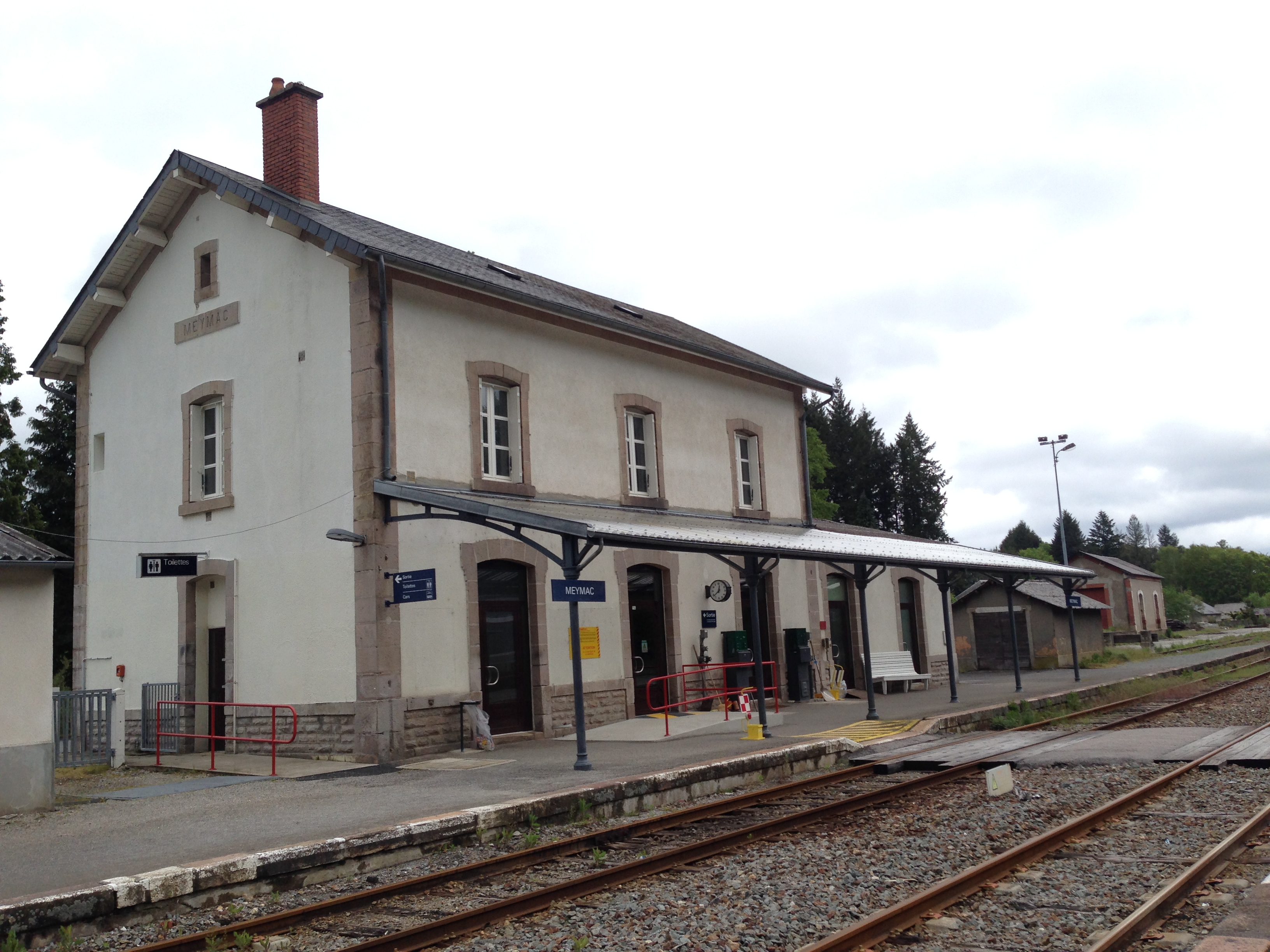
梅马克火车站

### 公路
科雷兹省省道D30线、D36线、D76线和D979线在梅马克境内交汇。新阿基坦大区下属的城际客运提供校车巴士线路，可前往周边部分市镇。
2019年，53.9%的梅马克家庭拥有至少一辆私人汽车。2019年，梅马克境内共发生各类交通事故2起，造成3人受伤，其中1人重伤。
| 23 | 11 |

| 蒂勒 | 50 |

| 于塞勒 | 17 |

| 埃穆捷 | 49 |

### 铁路
梅马克位于勒帕莱－埃居朗德-梅尔利讷铁路和蒂勒－梅马克铁路的交汇处。梅马克站位于市区中南部，停靠前往利摩日、布里夫和于塞勒三个方向的区域列车。除此之外，梅马克北部的雅索内街区亦建有同名车站，该站停靠往返于利摩日和于塞勒之间的区域列车。

### 航空
梅马克距离利摩日机场和布里夫-苏亚克机场的公路里程均约104公里。

### 城市公共交通
截至2023年4月，梅马克暂无城市公共交通系统。

## 政治

### 市政内阁

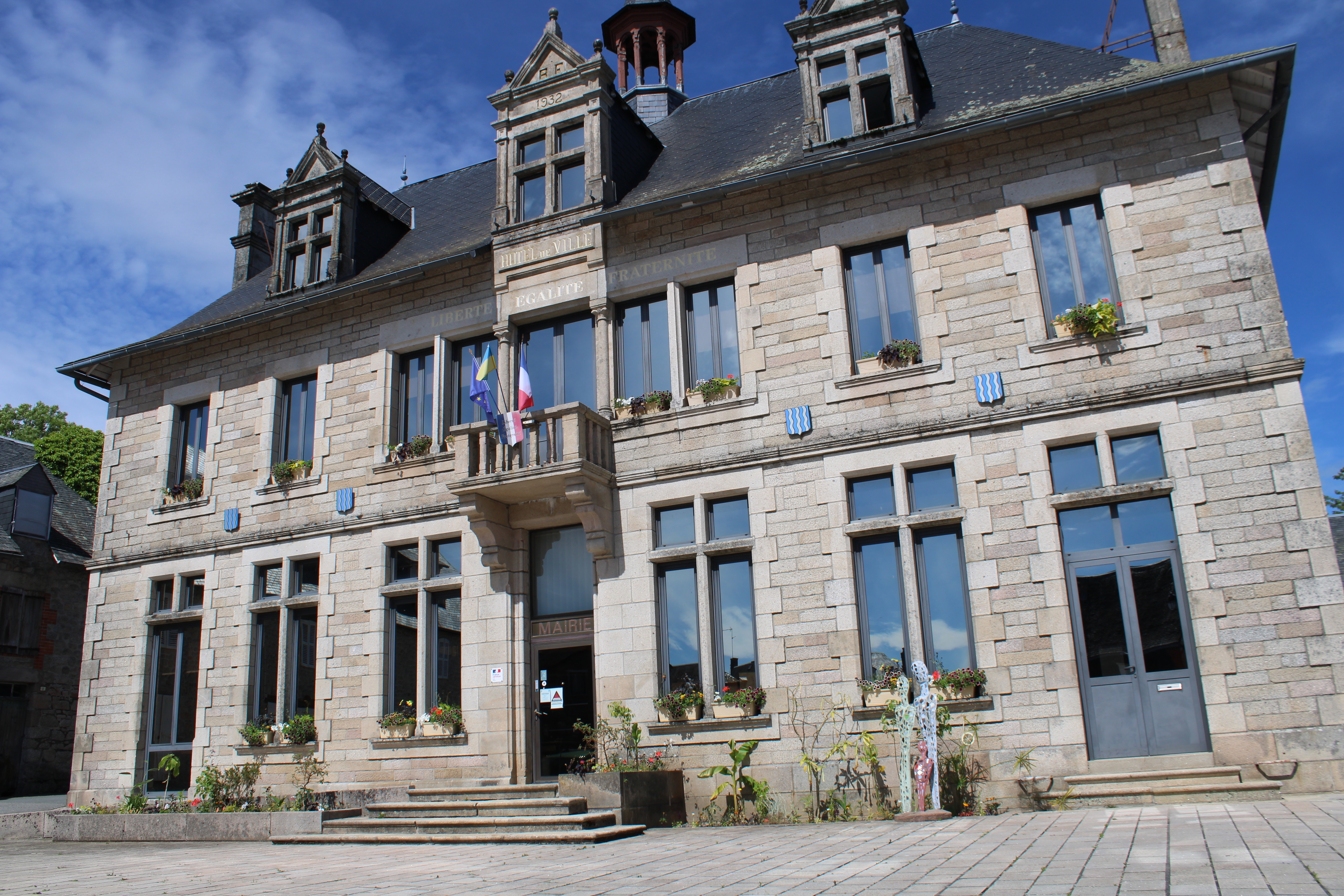
梅马克市政厅

梅马克的现任市长为菲利普·布吕热尔先生（Philippe BRUGÈRE），他是一名左翼无党派人士，在2020年的市政选举中获得了68.04%的支持率。
| 梅马克历届市长             | 梅马克历届市长                   | 梅马克历届市长                   |
| 任期                       | 市长                             | 党派                             |
| -------------------------- | -------------------------------- | -------------------------------- |
| 1945年－1947年             | Clément RAMBAUD 克莱芒·朗博      | RAD激进党                        |
| 1947年－1968年             | Marcel AUDY 马塞尔·奥迪          | RAD激进党                        |
| （1968至1977年间资料暂缺） |                                  |                                  |
| 1977年－1995年             | Georges PÉROL 乔治·佩罗尔        | RPR保衛共和聯盟                  |
| 1995年－2014年             | Serge VIALLE 塞日·维亚勒         | RPR保衛共和聯盟 →UMP人民运动联盟 |
| 2014年－                   | Philippe BRUGÈRE 菲利普·布吕热尔 | PS社会党 →DVG左翼无党派人士      |

### 各级选举
| 梅马克历届投票选举结果 | 梅马克历届投票选举结果 | 梅马克历届投票选举结果 | 梅马克历届投票选举结果 | 梅马克历届投票选举结果            | 梅马克历届投票选举结果 | 梅马克历届投票选举结果 | 梅马克历届投票选举结果            | 梅马克历届投票选举结果 | 梅马克历届投票选举结果 |
| 选举项目               | 选举范围               | 选区单位               | 选区单位内的选举结果   | 选区单位内的选举结果              | 选区单位内的选举结果   | 选区单位内的选举结果   | 选区单位内的选举结果              | 选区单位内的选举结果   | 参考资料               |
| 选举项目               | 选举范围               | 选区单位               | 第一轮胜出者           | 第一轮胜出者                      | 支持率                 | 第二轮胜出者           | 第二轮胜出者                      | 支持率                 | 参考资料               |
| ---------------------- | ---------------------- | ---------------------- | ---------------------- | --------------------------------- | ---------------------- | ---------------------- | --------------------------------- | ---------------------- | ---------------------- |
| 2017年法國總統選舉     | 法國                   | 市镇                   |                        | 埃马纽埃尔·马克龙                 | 25.37%                 |                        | 埃马纽埃尔·马克龙                 | 71.5%                  | [ 24 ]                 |
| 2017年法国立法选举     | 科雷兹省第一选区       | 市镇                   |                        | 克里斯托夫·热尔蒂                 | 36.72%                 |                        | 克里斯托夫·热尔蒂                 | 62.42%                 | [ 24 ]                 |
| 2019年欧洲议会选举     | 法國                   | 市镇                   |                        | 娜塔莉·卢瓦索                     | 21.23%                 | （不适用）             | （不适用）                        | （不适用）             | [ 26 ]                 |
| 2021年法国省级选举     | 科雷兹省               | 县                     |                        | 雅克利娜·科纳利桑 克里斯托夫·珀蒂 | 47.23%                 |                        | 雅克利娜·科纳利桑 克里斯托夫·珀蒂 | 53.65%                 | [ 27 ]                 |
| 2021年法国省级选举     | 科雷兹省               | 市镇                   |                        | 莉莉娅娜·贝内尔 菲利普·布吕热尔   | 57.86%                 |                        | 莉莉娅娜·贝内尔 菲利普·布吕热尔   | 59.09%                 | [ 27 ]                 |
| 2021年法国大区选举     |                        | 市镇                   |                        | 阿兰·鲁塞                         | 30.23%                 |                        | 阿兰·鲁塞                         | 38.08%                 | [ 28 ]                 |
| 2022年法国总统选举     | 法國                   | 市镇                   |                        | 埃马纽埃尔·马克龙                 | 23.42%                 |                        | 埃马纽埃尔·马克龙                 | 61.12%                 | [ 24 ]                 |
| 2022年法国立法选举     | 科雷兹省第一选区       | 市镇                   |                        | 阿妮克·泰斯                       | 26.68%                 |                        | 弗朗西斯·迪布瓦                   | 56.78%                 | [ 24 ]                 |

## 人口
2019年，梅马克市镇人口数量为2,308，在法国排名第4,717位。其中男性1,154人，女性1,154人，75岁及以上人口占11.7%，外籍人口数量为103人，人口密度为26人/平方公里，当地居民被称为（男性）或（女性）。2020年，梅马克境内出生22人，死亡人口28人。
| 梅马克1901年－2020年人口变化情况 |
|                                  |
| 数据来源：Cassini、INSEE         |

## 经济
梅马克是一个区域性的中心城市。截止2023年4月，梅马克市镇范围内共有各类用人单位（包含自雇）599家，平均历史为19年，其中99.54%为中小型企业（PME），2023年2月至4月间，当地的经济活力指数为0.17%。（零售）、（墙面施工）及（活禽销售）是当地2021年营业额最高的三个企业，分别为8,970,359欧元、2,688,911欧元和498,316欧元。

## 财政与居民收入
2021年，梅马克的财政收入总额为3,497,860欧元，财政支出总额为3,004,140欧元，当年的债务总额为789,330欧元。2021年，梅马克市镇通过增值税获得177,370欧元的收入，此外当地还共获得了174,090欧元的国家直接财政补助。
2020年，梅马克的人均月收入总额为1,936欧元，其中高级职员为3,080欧元，低于法国平均水平（4,230欧元）；中级职员为2,189欧元，低于法国平均水平（2,411欧元）；普通职员为1,627欧元，亦低于法国平均水平（1,740欧元）。
2019年，梅马克境内的贫困率为16%，青壮年（15至64岁）失业率为13.2%；当地45.5%的家庭拥有纳税资格，平均纳税1,814欧元，低于法国平均水平（3,910欧元）。

## 社会事务

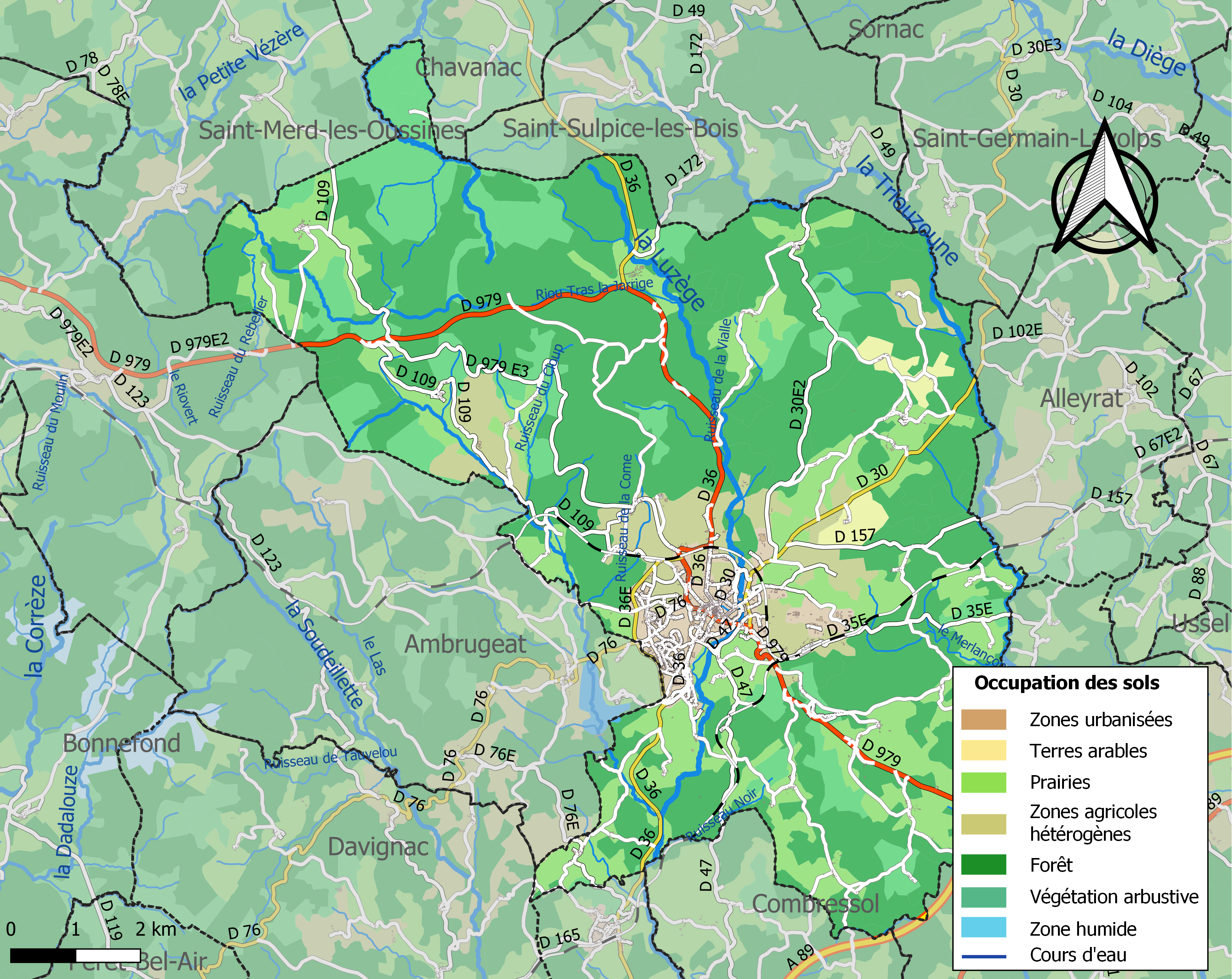
梅马克土地利用情况地图

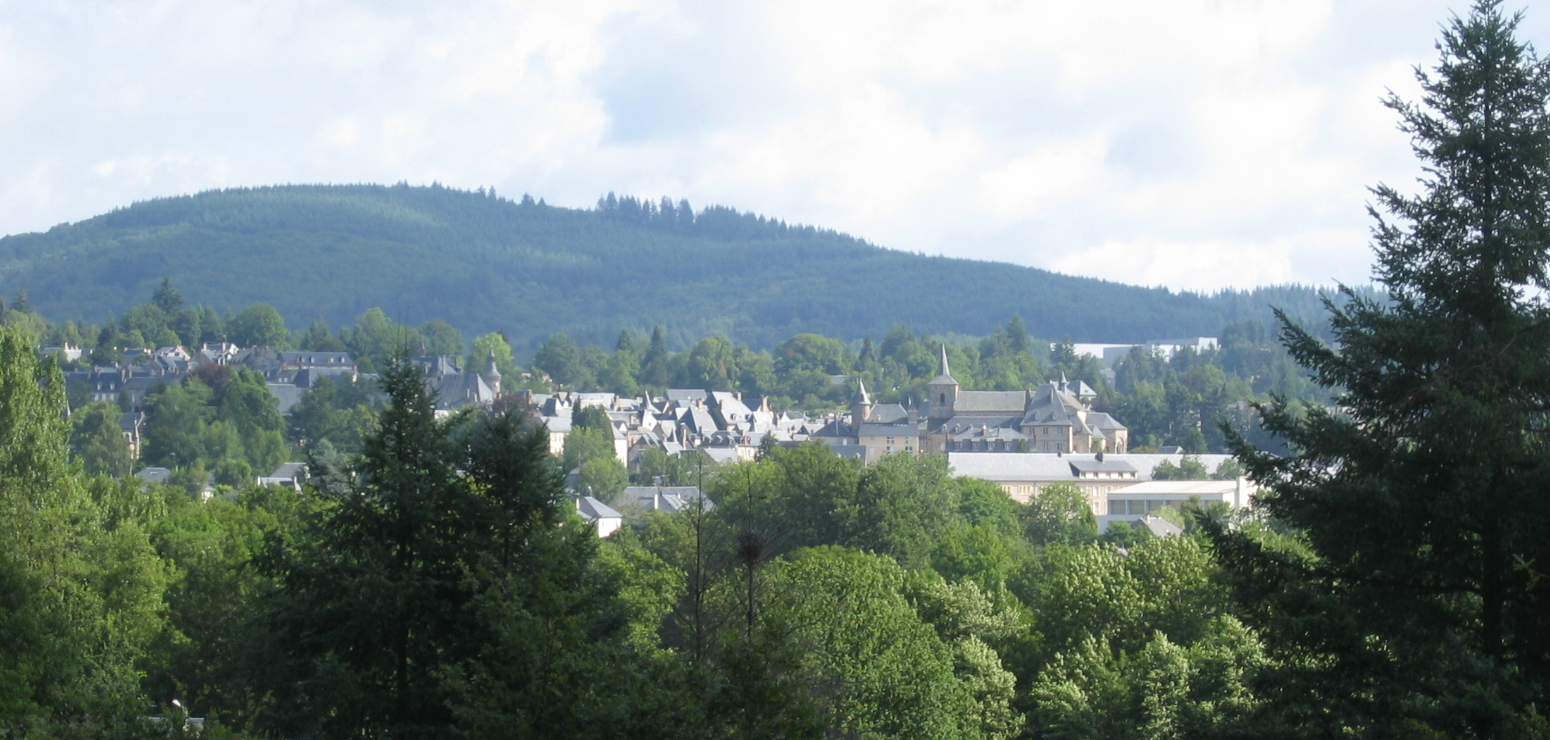
远眺梅马克

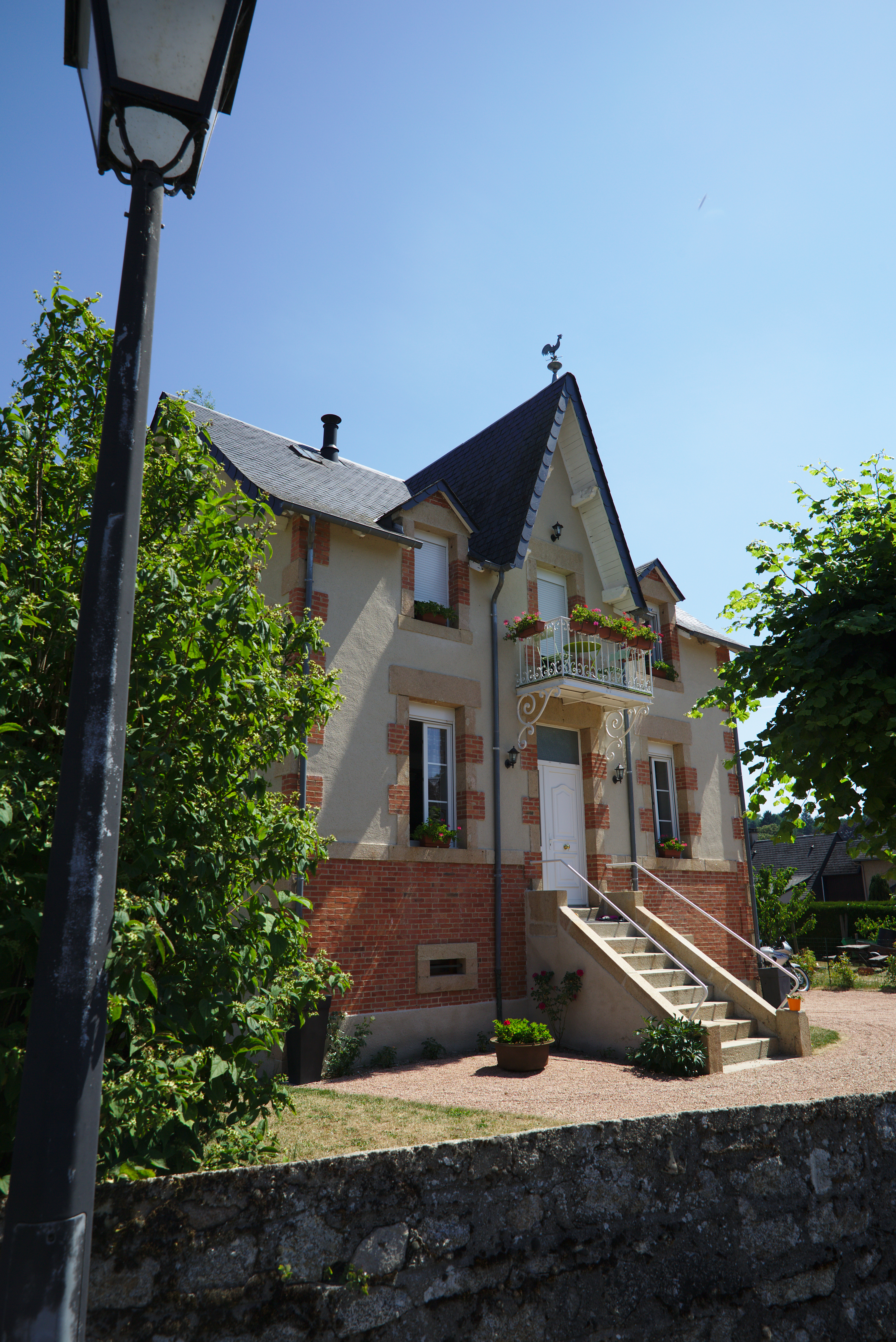
梅马克的一处私人宅邸

### 教育
梅马克属于利摩日学区。截止2021年1月1日，梅马克境内共有1所幼儿园、1所小学、1所初级中学和1所农业高中。2021至2022学年度，梅马克境内共有在校中等教育阶段学生239名。

### 医疗
截止2021年1月1日，梅马克境内共有全科医生3名、保健师6名、牙医1名和护士9名。境内共有药房2家、养老院1家。
距离梅马克最近的区域性医疗机构为上科雷兹中心医院（Centre Hospitalier de Haute-Corrèze），其主病区位于于塞勒市区，距离梅马克市区的正常车程在20分钟以内，该院设有床位260个，是当地规模最大的公立综合性医院。

### 住房
2019年，梅马克境内共有各类住房1,840套，其中79.0%为独立式居民区，19.5%为集中式居民区。常住房屋占梅马克市镇范围内居民建筑总量的60.5%。
在住房保障政策方面，2021年，梅马克境内共有241户家庭获得了住房经济补助，受益人数占总人口数量的10.4%，其中224份为房租补助。

### 商业
2021年，梅马克境内共有各类实体商铺45家，其中餐厅8家、大型超市1家、杂货店3家、面包房2家、肉铺1家、书店1家、银行门店1家、美容美发店3家、汽车维修店6家。梅马克市区内建有Casino、Intermarché等购物商场。

### 体育
2021年，梅马克境内共有2间体育馆、1座综合体育场、2处网球场、1处马术场、3处足球或橄榄球场以及2处篮球或排球场。
截至2023年4月，梅马克人运动员俱乐部（Club Athlétique Meymacois，编号518561）是梅马克境内唯一的一家注册足球俱乐部，其主队2022至2023赛季参加新阿基坦大区足球联赛丙组（法国第八级别），其主场为市政球场（Stade Municipal）。

### 环境
梅马克的环境事务由其所属的上科雷兹市镇公共社区联合各级政府协调负责。2021年，梅马克境内共有1家污染企业。

### 治安
2021年，梅马克市镇范围内共有1处宪兵队。
梅马克及其附近的共121个市镇是于塞勒国家宪兵队（zone gendarmerie de Ussel）的管辖范围。2020年，该宪兵队累计记录各类案件1,183起，其中盗窃类案件464起，经济类案件278起，毒品交易类案件86起。

## 文化
2021年，梅马克境内共有1家电影院和1家博物馆。梅马克境内建有多媒体中心，每周二至六向公众开放。

### 建筑
梅马克境内有多处历史建筑，其中圣安德烈修道院、梅马克大堂等为法国国家文物保护单位。

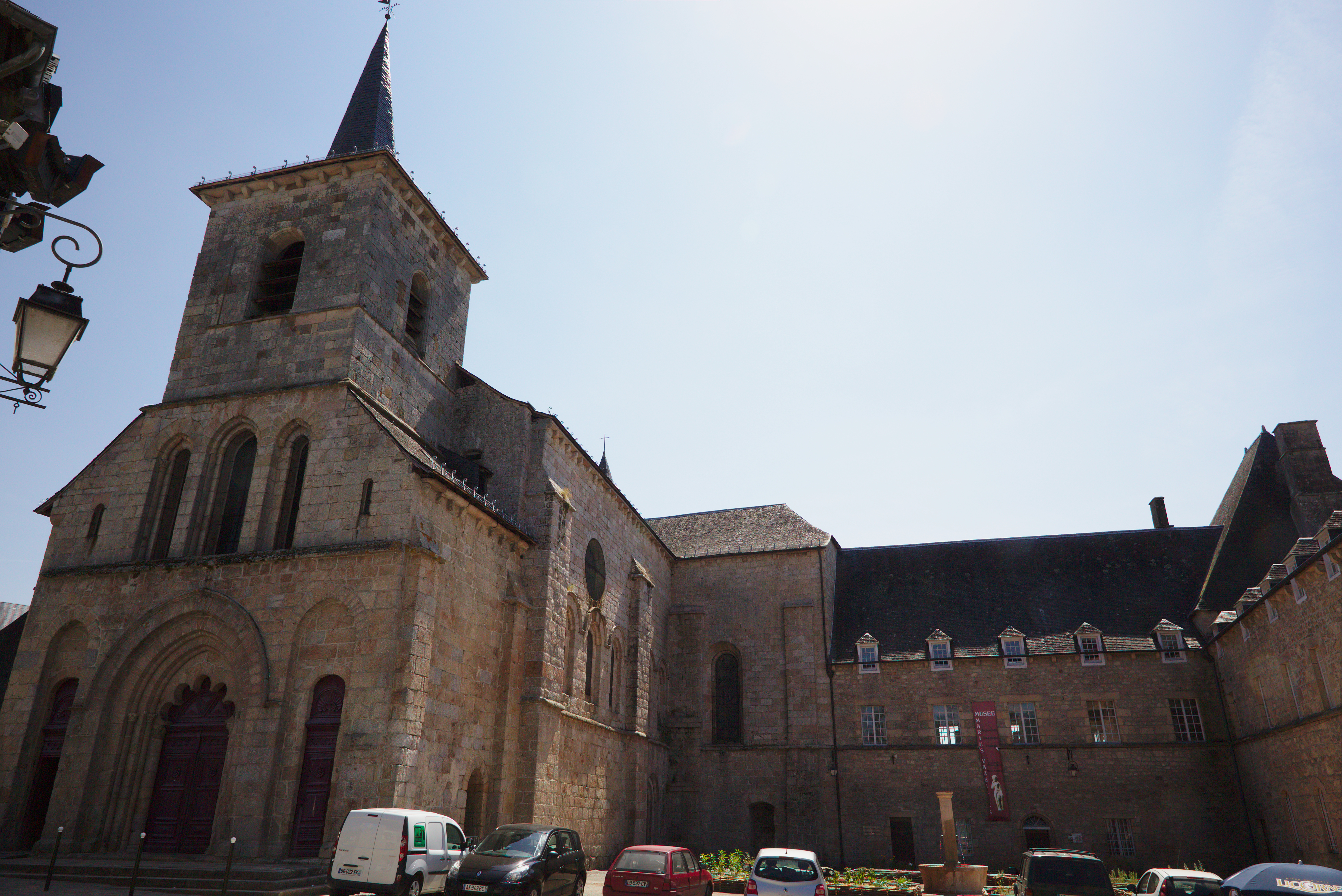
圣安德烈修道院（法语：Abbaye Saint-André de Meymac）
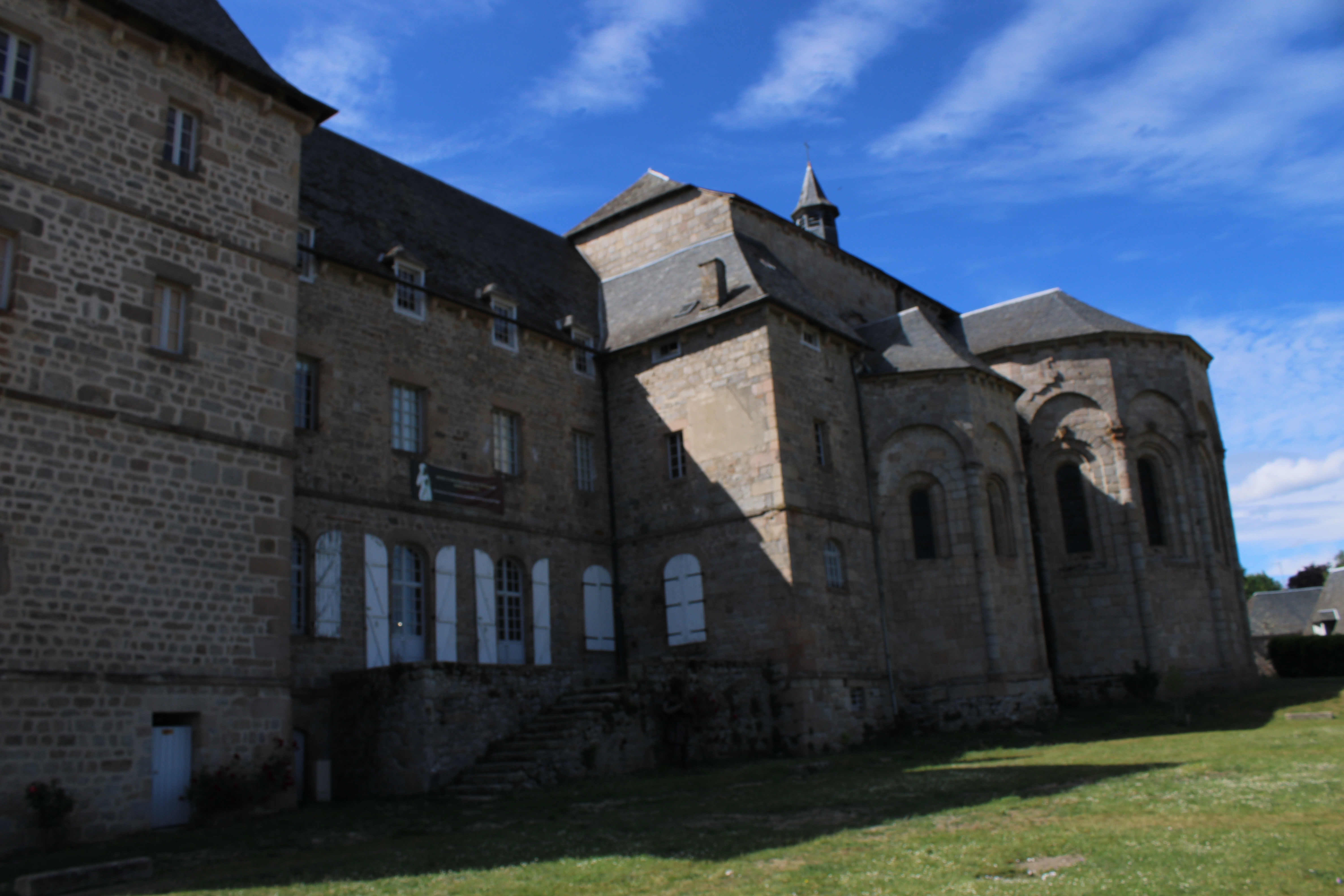
修道院讲堂
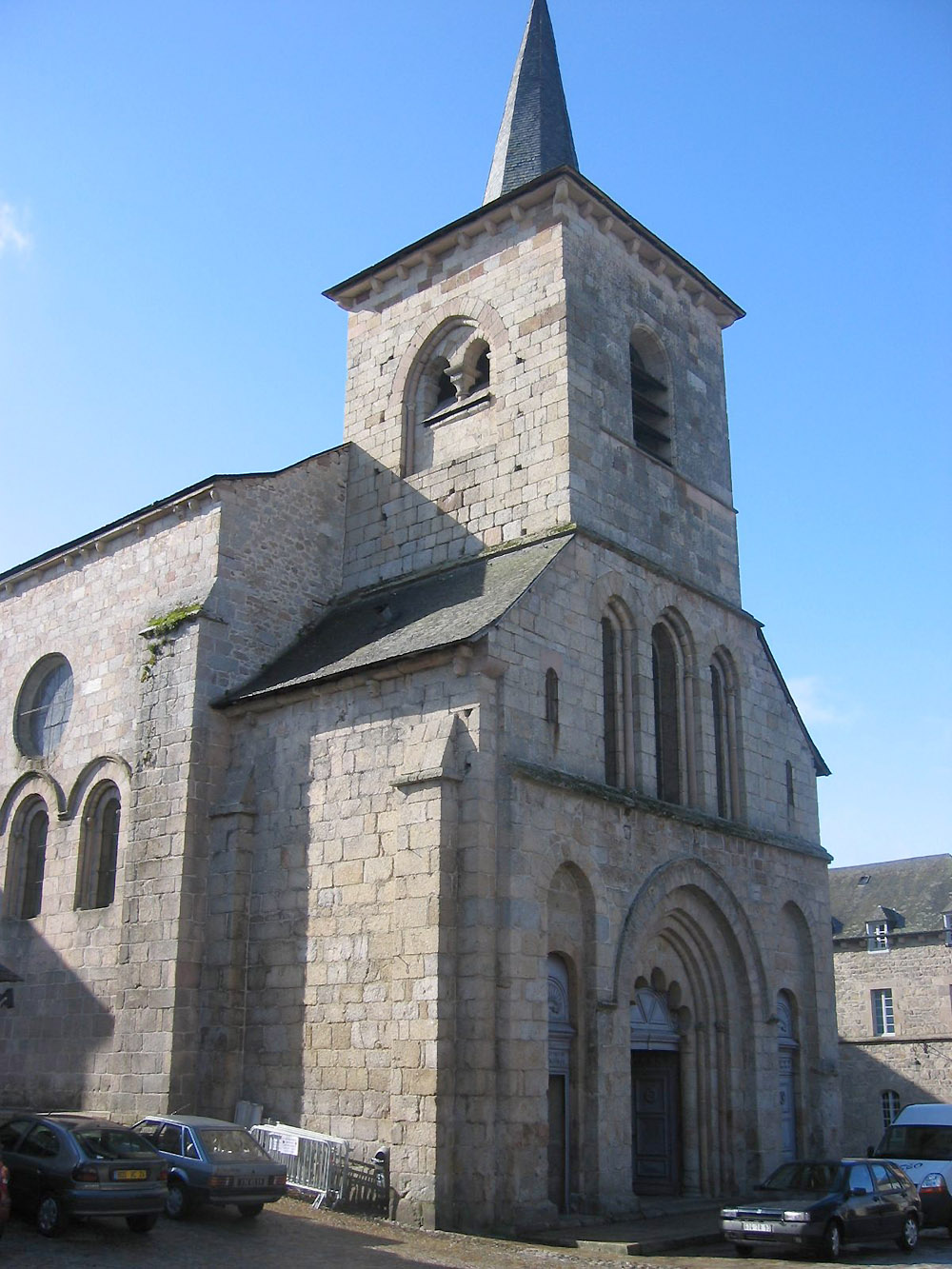
修道院小教堂
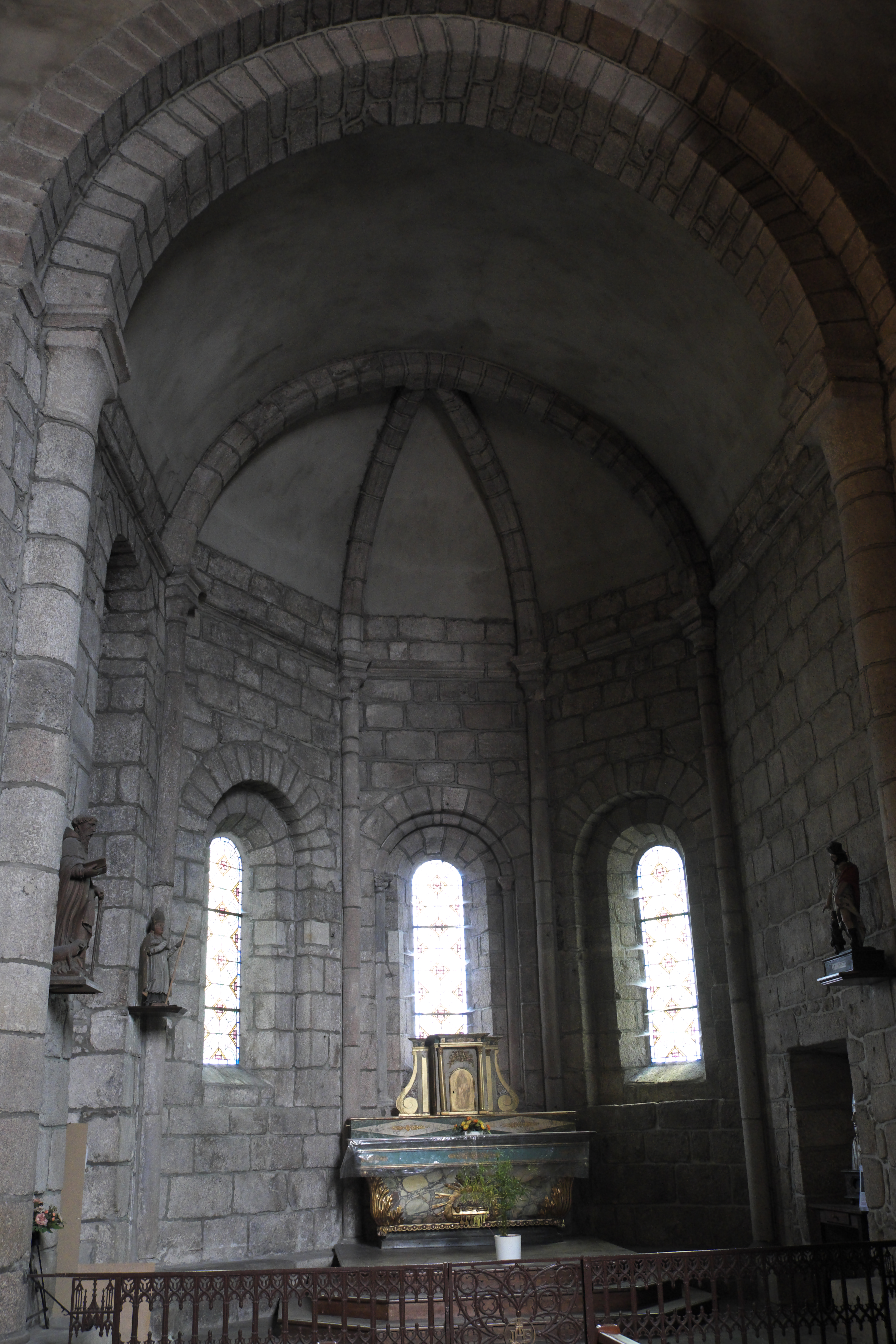
教堂大厅
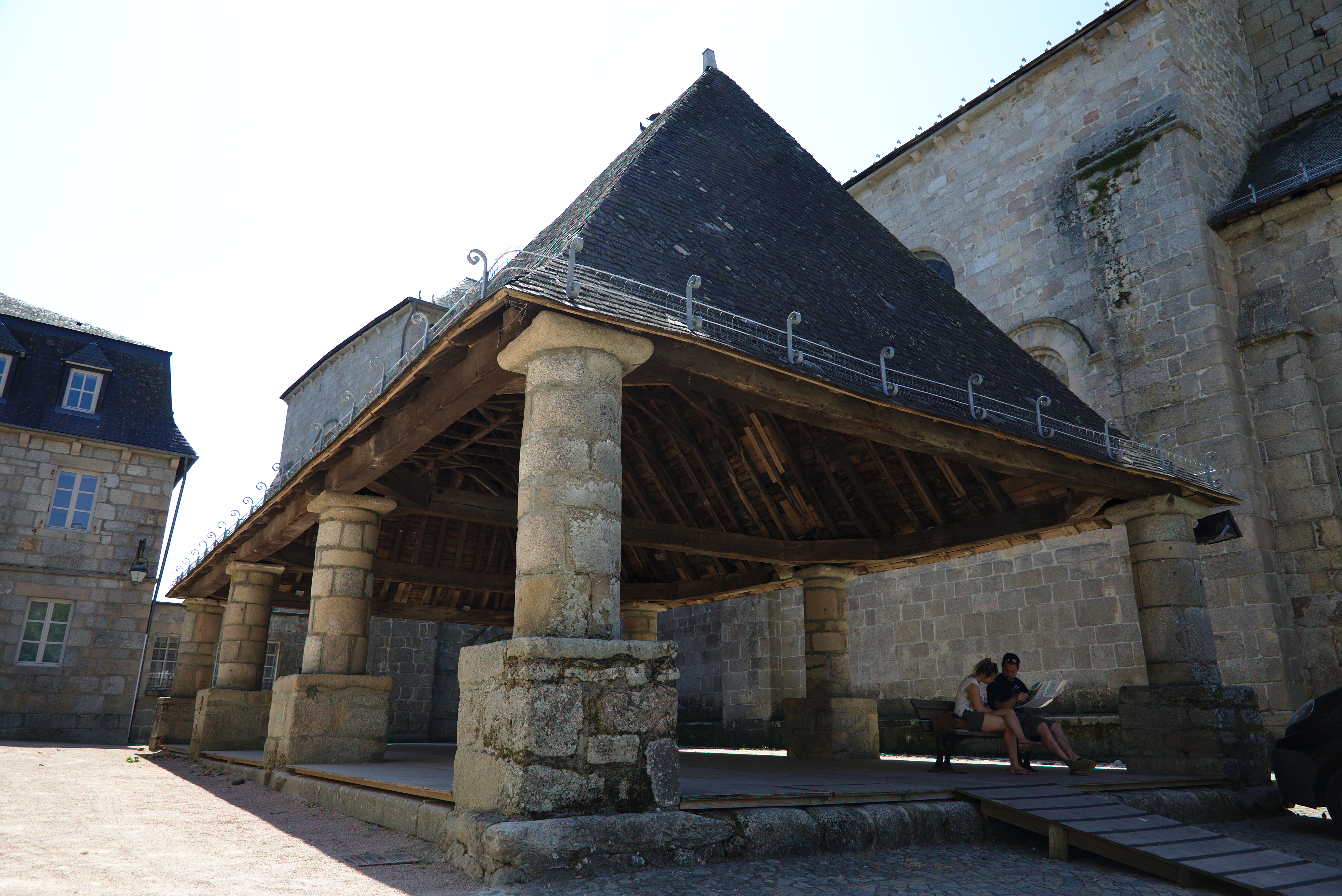
梅马克大堂（法语：Halle de Meymac）
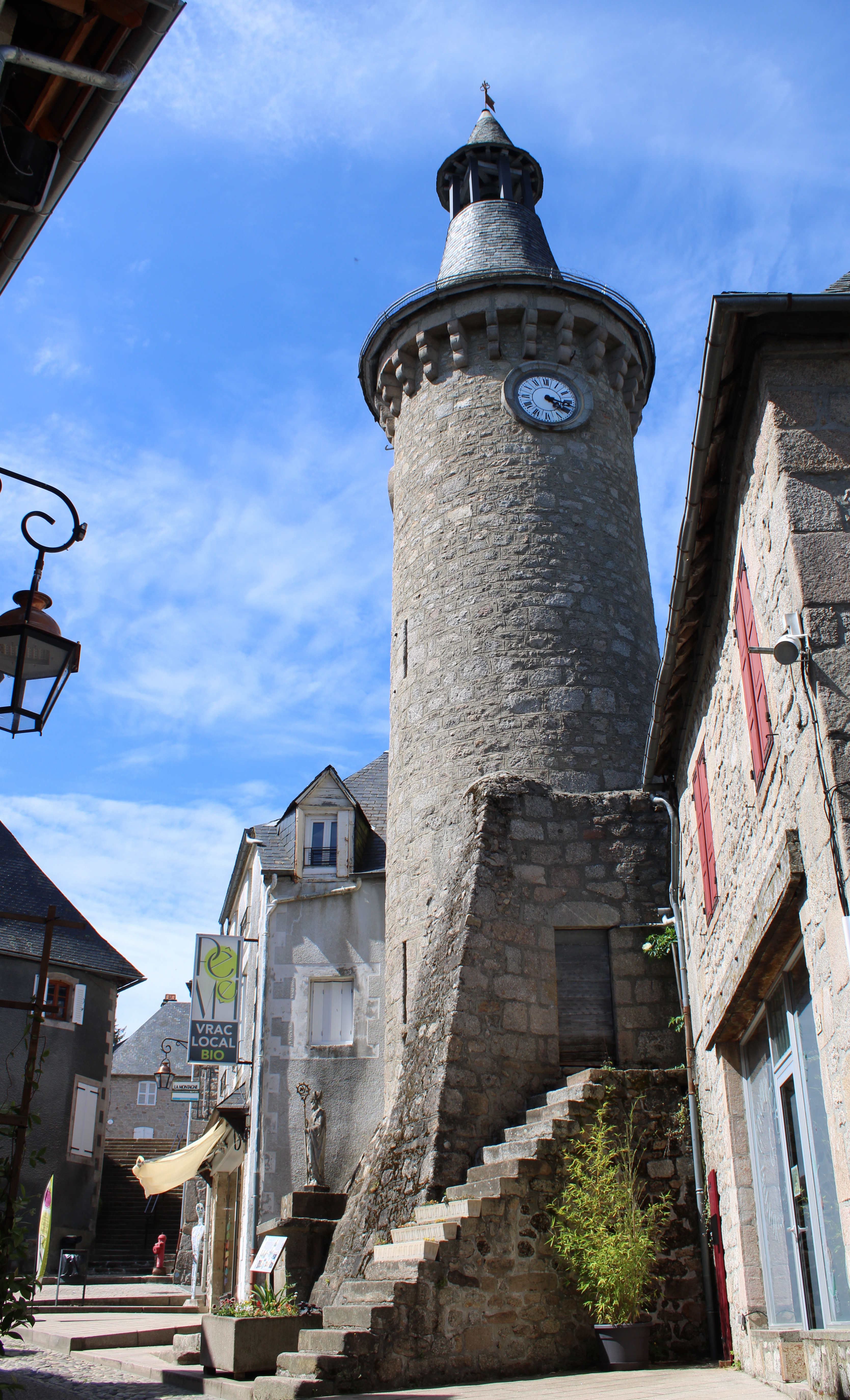
碉楼
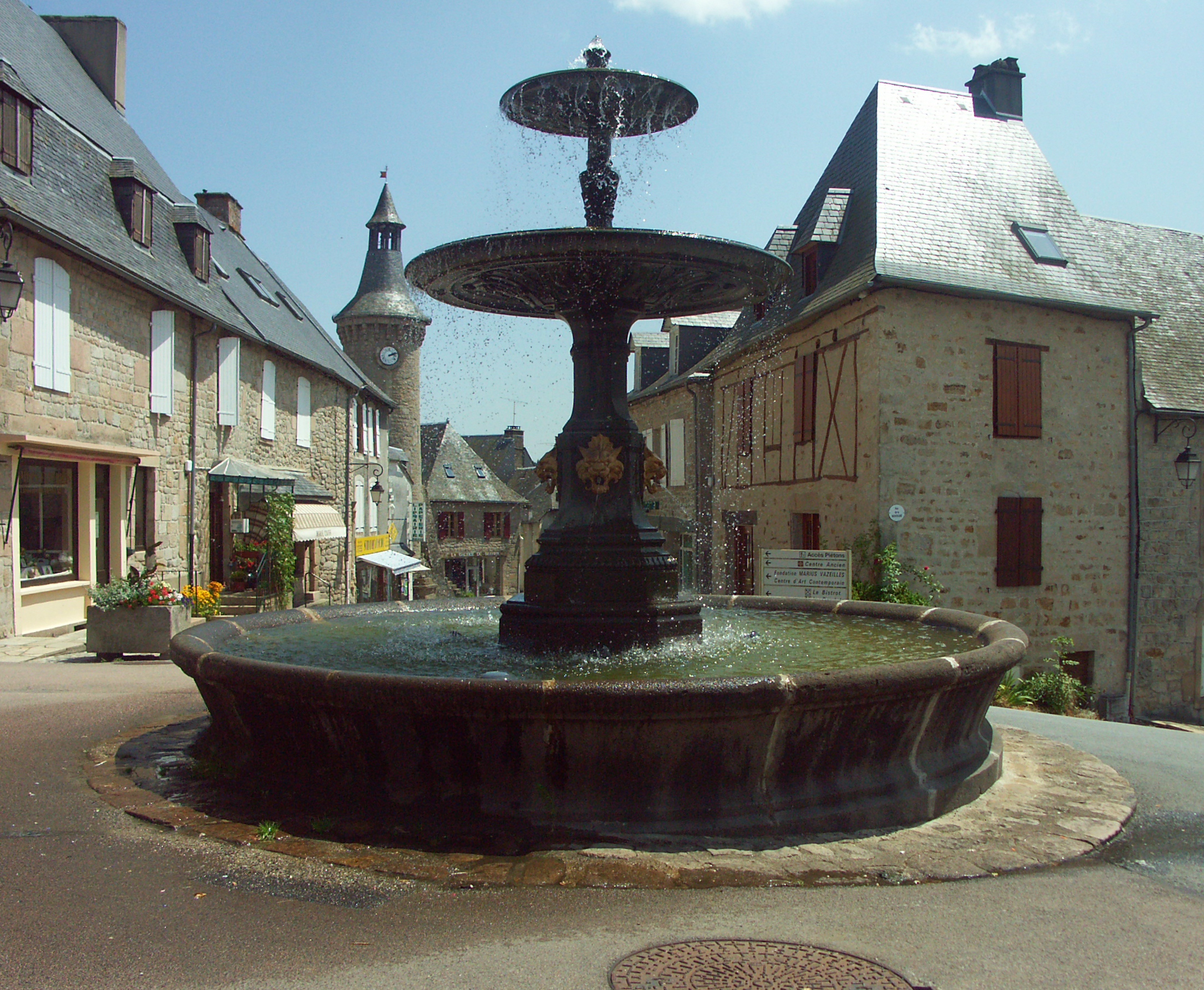
喷泉
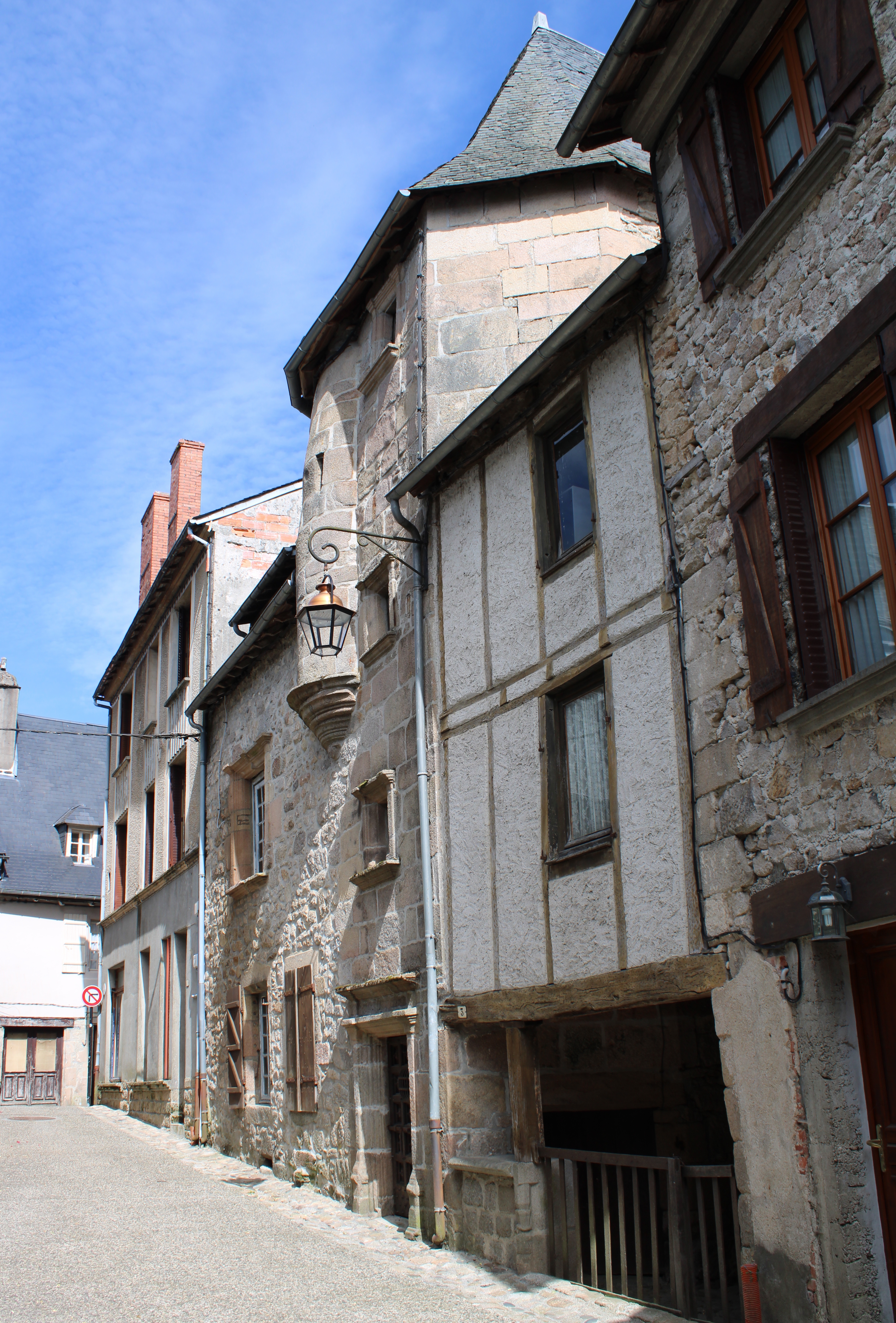
民居

### 旅游
梅马克的旅游事务由其所属的上科雷兹市镇公共社区负责。2022年，梅马克境内共有2家酒店共计20间房间；另有1个露营地，可容纳共39辆露营车。
梅马克是100个法国最值得游览的目的地之一。

### 媒体
法国主要的媒体均可在梅马克接收，法国电视三台下属的新阿基坦大区频道在部分时段播出梅马克所在科雷兹省的地方新闻。《山地报》、蓝色法兰西利穆赞广播等是当地主要的地方性媒体。

## 友好城市
截至2023年4月，梅马克共与一座城市互为友好城市关系：
- 德国 霍夫海姆（德语：Hofheim (Lampertheim)）